# 武奈町
武奈町（ぶなちょう）は滋賀県彦根市の地名。2025年4月1日現在の人口は、0人。

## 地理
彦根市北東部の霊仙山山中の標高約500メートルに位置する山里。米原市と接する。

## 歴史
中世には坂田郡箕浦荘（現在の米原市西部から当町にかけての地域）に属した。その後彦根藩領となり、村高は江戸時代を通じて65石余で変動しなかった。1874年（明治7年）10月に南隣の妙幸（明幸）村を合併し、1889年（明治22年）に周辺13村と合併して坂田郡鳥居本村大字武奈となった。鳥居本村は1952年（昭和27年）4月1日に彦根市に編入され、現在の彦根市武奈町となった。
『滋賀県物産誌』によると、1880年（明治13年）当時の武奈村は人口154で戸数37、全戸が農家でゴボウやサトイモなどを米原村に出荷していたほか、村民の多くは採薪や炭焼きで生計を立てていた。山間の水利・交通とも不便な土地であるため、太平洋戦争後に離村する住民が相次ぎ、廃村となった。霊仙山付近は離村が多かった地域で、武奈町に隣接する男鬼町や米原市榑ケ畑も廃村となっている。

## 史跡
- 武奈集落
- 明幸集落跡
- 武奈分校跡
- 廃村前には、若宮神社、神明宮、厳因寺、妙福寺があった。

## 交通
当町内に鉄道は走っていない。

## その他

### 日本郵便
- 郵便番号 : 522-0016[3]（集配局：彦根郵便局[5]）。